# Hermann Oscar Rohleder
Hermann Oscar Rohleder (* 5. Februar 1866 in Dommitzsch; † 21. Januar 1934 in Leipzig) war ein deutscher Mediziner.

## Leben
Er war das elfte Kind des Brauereibesitzers Friedrich August Rohleder und der Friederike Auguste, geb. Schmidt. Nach dem Besuch der Bürgerschule Dommitzsch ging Rohleder auf das Kreuzgymnasium in Dresden, wo er das Abitur ablegte. Danach studierte er Medizin in Leipzig. In der Folge ließ sich Rohleder als Spezialarzt für Sexualleiden in Leipzig nieder. Rohleder verfasste wertvolle Beiträge zur Medizinforschung. In seinem Werk Grundzüge der Sexualpädagogik prägte er den Ausspruch „Zivilisation ist Syphilisation“.

## Werke
- Die Masturbation, 1899, 1902, 1909
- Vorlesungen über Geschlechtstrieb, Bd. 1 u. 2, 1907
- Grundzüge der Sexualpädagogik, 1912
- Der Geburtenrückgang, eine Kulturfrage, 1913
- Monographie über die Zeugung beim Menschen, 1918, 1921